# Bivín de Viena
Bivín de Viena Beuves, Buwin, Bouvin, Bouin, Brouin, Warin, Guérin ou também Bivin de Gorze (entre 810 e 822 - entre 863 e 877)  foi nobre franco da família Bosónida conde das Ardenas e conde de Metz entre 842 e 862.  

## Biografia
Foi abade da Abadia de Gorze, uma abadia beneditina fundada perto de Metz em 747. Foi nesta abadia que teve origem de uma reforma da Regra beneditina que vai se espalhar para todo o Sacro Império Romano.
Entre a sua descendência encontra-se a rainha Riquilda da Provença (845 - 2 de junho de 910) que foi casada com o rei Carlos II de França "o Calvo" (Frankfurt-am-Main, 13 de junho de 823 — 6 de outubro de 877), foi Rei da França entre os anos de 869 e 875, e também Imperador do Sacro Império Romano-Germânico, de 875 a 877.

## Relações familiares
Foi filho de Ricardo II de Amiens (c. 785 - 825), Conde de Amiens.
Casou com Riquilda de Arles, filha de Bosão de Valois (c. 800 - 855) "o Velho", conde de Valois e de Engeltruda, de quem teve: 
1. Bosão da Provença ou também Bosão V da Provença (844 - 11 de janeiro de 887) [3], foi rei da provença, subiu ao Trono da Provença em 879. Casou com Ermangarda da Provença (852 - 22 de junho de 896) filha de Luís II da Germânia "o Jovem" (c. 825 - 875), Sacro Imperador Romano-Germânico e de Engelberga de Spoletto.
2. Ricardo, Duque da Borgonha (858 - 921) casado com Adelaide da Borgonha.
3. Riquilda da Provença (c. 845 - 2 de junho de 910) casada com Carlos II de França o Calvo (Charles le Chauve) (Frankfurt-am-Main, 13 de junho de 823 — 6 de outubro de 877), foi Rei da França entre os anos de 869 e 875, e foi também Imperador do Sacro Império Romano-Germânico, de 875 a 877.